# Thomas Szczeponik
Thomas Szczeponik (ur. 4 grudnia 1860 w Pyskowicach, zm. 30 stycznia 1927 w Katowicach) – polityk mniejszości niemieckiej w Polsce i działacz katolicki z Górnego Śląska, poseł do Reichstagu, senator I kadencji II RP oraz poseł na Sejm Śląski I kadencji w II RP. Przewodniczący Katolickiego Stronnictwa Ludowego (Deutsche Katholische Volskpartei) w latach 1921–1927.

## Życiorys
Był synem Johanna i Marianny Agnieszki z domu Markowskiej. Po ukończeniu seminarium nauczycielskiego w Pyskowicach pracował jako nauczyciel początkowo w szkole ludowej, a następnie od 1893 w średniej. W 1895 został rektorem szkoły w Mysłowicach. Później otrzymał tytuł radcy szkolnego. Thomas Szczeponik angażował się politycznie w katolickiej partii Centrum. W 1919 został posłem do Zgromadzenia Konstytucyjnego w Weimarze, a następnie do sierpnia 1922 był deputowanym do Reichstagu. W czerwcu 1920 głosował przeciw ratyfikacji traktatu wersalskiego. 
W 1921 założył całkowicie odrębną od niemieckiej Zentrumspartei – Katholische Volkspartei, działającej na przyznanej Polsce części Górnego Śląska, do śmierci był jej przewodniczącym. Po jego śmierci nowy zarząd zmienił nazwę na Deutsche Katholische Volkspartei, a później ze względu na zamiar pozyskania cieszyńskich ewangelików na Deutsche Christliche Volkspartei. 
Sprawował mandat senatora RP I kadencji (w latach 1922–1927) i posła na Sejm Śląski w latach 1922–1927. 
Nie dokończył kadencji w obu izbach, mandat senatora objął po nim Artur Gabrisch, a posła śląskiego Konrad Kunsdorf.
Odznaczony Orderem św. Grzegorza Wielkiego.
W latach 1929–1935 imię Thomasa Szczeponika nosiło jedno z gimnazjów w Zabrzu (po niemieckiej stronie granicy).

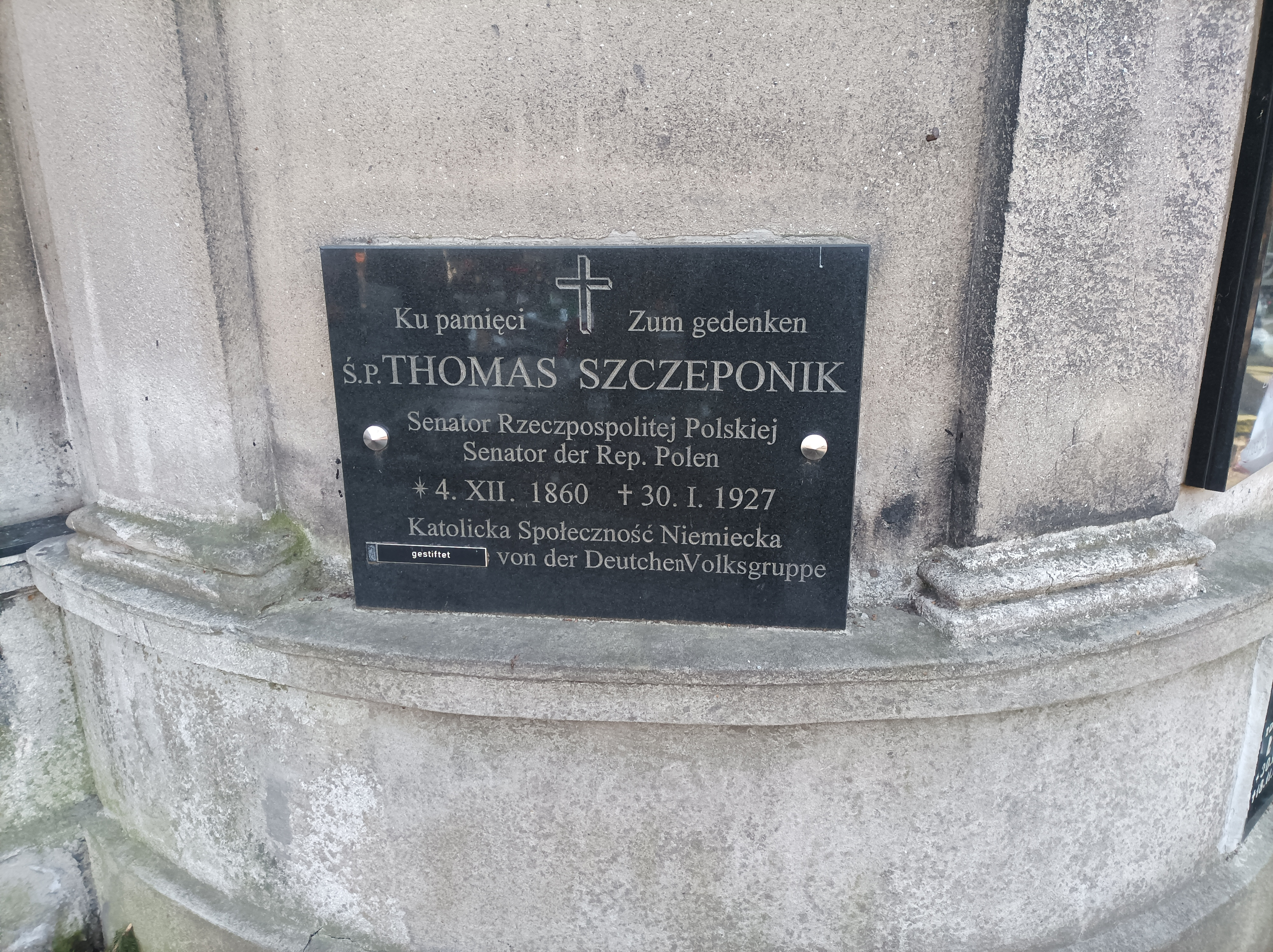
Tablica ku czci Thomasa Szczeponika na kaplicy cmentarza przy ul. Francuskiej w Katowicach